# 벤틀리 컨티넨탈

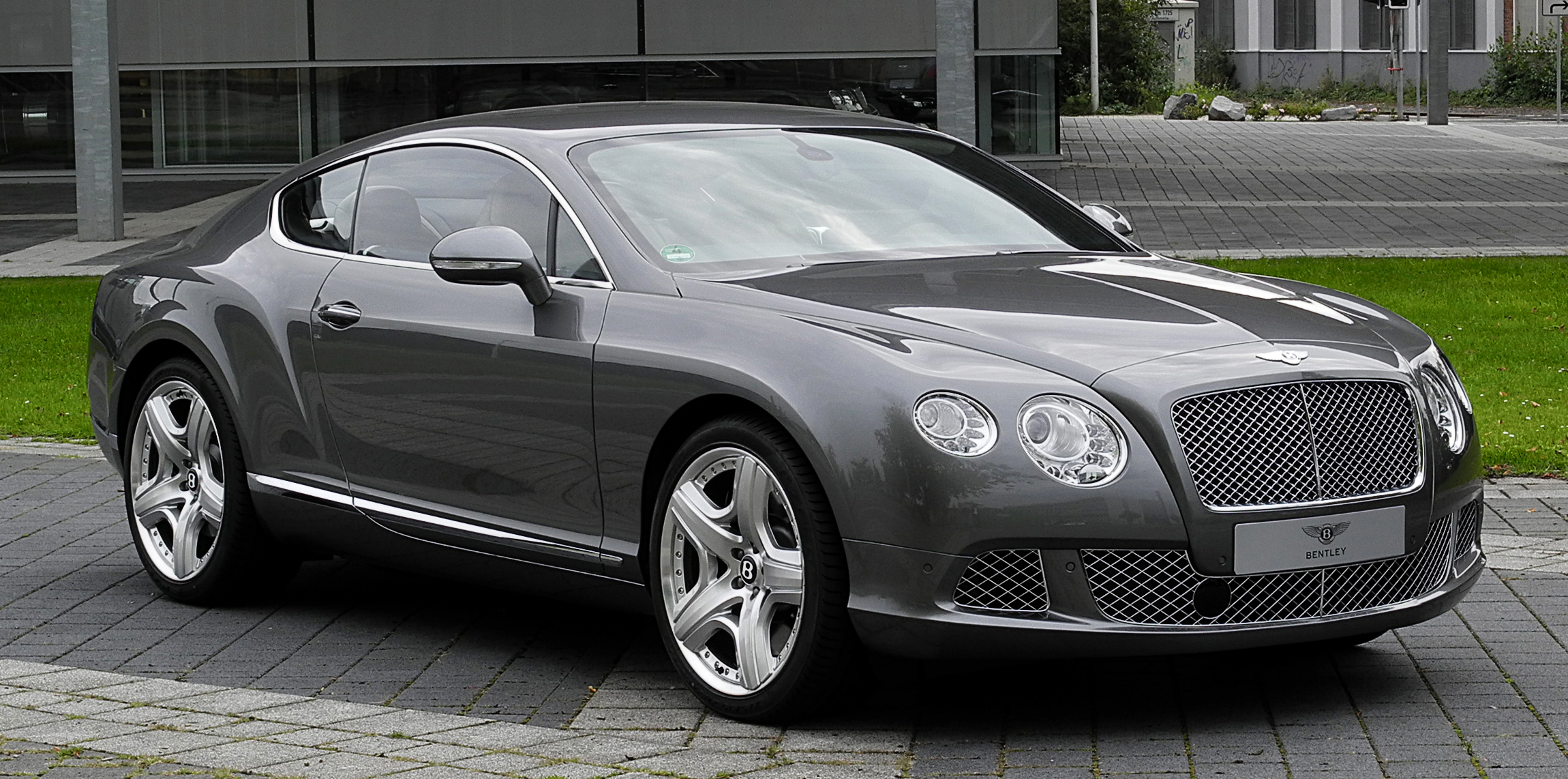

벤틀리 컨티넨탈(영어: Bentley Continental)은 폭스바겐 AG의 자회사이자 영국의 수공 자동차 회사인 벤틀리에서 제조하는 자동차 모델이다. 최초 출시는 1952년 출시된 벤틀리 R 컨티넨탈이며, 새로운 형태로 계속 발표되어 현재까지 이어 오고 있다.

## 벤틀리 컨티넨탈 출시 목록
- 1952년 – 1955년 벤틀리 R 컨티넨탈
- 1955년 – 1959년 벤틀리 S1 컨티넨탈
- 1959년 – 1962년 벤틀리 S2 컨티넨탈
- 1962년 – 1965년 벤틀리 S3 컨티넨탈
- 1984년 – 1995년 벤틀리 컨티넨탈 (1984)
- 1991년 – 2002년 벤틀리 컨티넨탈 R
- 1994년 – 1995년 벤틀리 컨티넨탈 S
- 1996년 – 2002년 벤틀리 컨티넨탈 T
- 2003년 – 벤틀리 컨티넨탈 GT
- 2005년 – 벤틀리 컨티넨탈 플라잉 스퍼
- 2006년 – 벤틀리 컨티넨탈 GTC
- 2008년 - 벤틀리 컨티넨탈 GT 스피드
- 2008년 - 벤틀리 컨티넨탈 GTC 스피드

## 같이 보기
- 벤틀리